# Eunidia nigrolateralis
Eunidia nigrolateralis là một loài bọ cánh cứng trong họ Cerambycidae.